# Ronja Røverdatter (musical)
 For alternative betydninger, se Ronja Røverdatter (flertydig). (Se også artikler, som begynder med Ronja Røverdatter)
Ronja Røverdatter er en musical baseret på Astrid Lindgrens roman af samme navn.
Musicalen har tekst og musik af Sebastian og havde premiere på Det Danske Teater i 1991.

## Albumversion

### Trackliste

#### Side A
1. Røverture (1:44)
2. Ronja Røverdatter (2:40) (Sebastian)
3. Anemonesangen (3:18) (Signe B. Hansen)
4. Grådværgene (1:40) (Èn Over / Èn Under: Gitte Naur, Iben Plesner & Ole Rasmus Møller)
5. Pruttesangen (3:13) (Eddie Skoller)
6. Din Skov, Min Skov (3:25) (Jacob Sams & Signe B. Hansen)
7. Røversangen (3:19) (Eddie Skoller, Ole Rasmus Møller, Povl Dissing, Sebastian, Signe B. Hansen & Søs Fenger)
8. Vårsangen (3:15) (Eddie Skoller & Signe B. Hansen)

#### Side B
1. Store Vaskedag (3:56) (Søs Fenger, Eddie Skoller, Jørn Mader, Ole Rasmus Møller, Peter Abrahamsen, Povl Dissing & Michael Bundesen)
2. Hvoffe Det Da? (2:46) (Èn Over / Èn Under: Gitte Naur, Iben Plesner & Ole Rasmus Møller)
3. Ulvesangen (2:43) (Søs Fenger)
4. Mattissong (3:53) (Michael Bundesen)
5. Røverdans/Tvekamp (1:46)
6. Forbrødringssang (3:09) (Allan Mortensen, Michael Bundesen & Signe B. Hansen)
7. Sorgvår (2:31) (Signe B. Hansen & Søs Fenger)

| Kunst og kultur | Spire Denne artikel om scenekunst og teater er en spire som bør udbygges. Du er velkommen til at hjælpe Wikipedia ved at udvide den. |